# مایسترو (فیلم ۲۰۲۳)
مایسترو (انگلیسی: Maestro) فیلم درام زندگی‌نامه‌ای محصول ۲۰۲۳ به کارگردانی بردلی کوپر است که به رابطهٔ میان آهنگساز آمریکایی لئونارد برنستاین و همسرش فلیشا مانتیلگره می‌پردازد. فیلم‌نامهٔ آن را کوپر و جاش سینگر به نگارش درآورده‌اند. مارتین اسکورسیزی، استیون اسپیلبرگ و کوپر از تهیه‌کنندگان فیلم هستند. کری مولیگان و کوپر نقش‌های اصلی را ایفا می‌کنند و مت بامر، مایا هاک و سارا سیلورمن در نقش‌های مکمل حضور دارند.
مایسترو در ۲ سپتامبر ۲۰۲۳ در جشنوارهٔ فیلم ونیز نمایش داده شد و آن‌جا نامزد دریافت شیر طلایی بود. این فیلم در ۲۲ نوامبر انتشار محدودی داشت و در ۲۰ دسامبر از طریق نتفلیکس منتشر شد. این فیلم نقدهای عموماً مثبتی از سوی منتقدان دریافت کرد و از سوی هیئت ملی بازبینی و انستیتوی فیلم آمریکا، یکی از ۱۰ فیلم برتر ۲۰۲۳ نام گرفت. این فیلم در مراسم گلدن گلوب نامزد چهار جایزه شد.

## زمینهٔ داستانی
فیلمی زندگی‌نامه‌ای در مورد زندگی موسیقی‌دان لئونارد برنستاین، و با تمرکز بر ازدواج او با  فلیشا مانتیلگره.

## بازیگران
- کری مولیگان در نقش  فلیشا مانتیلگره
- بردلی کوپر در نقش لئونارد برنستاین
- مت بامر در نقش دیوید اوپنهیم
- مایا هاک در نقش جیمی برنستاین
- سارا سیلورمن در نقش شرلی برنستاین
- مایکل آوری در نقش جروم رابینز
- برایان کلاگمن در نقش آرون کوپلند
- گیدی‌ین گلیک در نقش تامی کوتران
- سَم نیوولا در نقش الکساندر برنستاین
- میریام شر در نقش سینتیا اونیل
- الکسا سوینتون در نقش نینا برنستاین
- جاش همیلتون در نقش جان گرون
- جون گیبل در نقش بانوی پیر

## تولید

### توسعه
این پروژه در پارامونت پیکچرز در حال توسعه بود و مارتین اسکورسیزی در ابتدا قصد داشت این فیلم را کارگردانی کند. او برای ساخت مرد ایرلندی (۲۰۱۹) از کارگردانی این فیلم کنار رفت و به بردلی کوپر اجازه داد تا در می ۲۰۱۸ به عنوان کارگردان به فیلم بپیوندد و نقش برنستاین را ایفا کند. اسکورسیزی در کنار تاد فیلیپس و استیون اسپیلبرگ تهیه‌کنندگی آن را بر عهده داشته‌اند. اسپیلبرگ در ابتدا به فکر کارگردانی این فیلم بود و برای یافتن بازیگر به کوپر مراجعه کرده بود اما پس از اکران شدن ستاره‌ای متولد شده‌است (۲۰۱۸) سمت کارگردانی را به کوپر پیشنهاد داد. در ژانویهٔ ۲۰۲۰، این پروژه به نتفلیکس داده شد و ابتدا انتظار می‌رفت فیلم‌برداری آن در سال ۲۰۲۱ آغاز شود.

### انتخاب بازیگران
در سپتامبر ۲۰۲۰، این پروژه با پیوستن کری مولیگان به بازیگران، عنوان مایسترو را به خود اختصاص داد. همچنین اعلام شد که فیلم‌برداری در بهار ۲۰۲۱ آغاز خواهد شد. در اکتبر، جرمی استرانگ برای پیوستن به بازیگران در نقش جان گرون وارد مذاکره شد. در مارس ۲۰۲۲، مت بامر برای پیوستن به بازیگران وارد مذاکره شد. حضور بامر در آوریل تأیید شد و مایا هاک نیز به‌عنوان بازیگر آن معرفی شد. در ژوئن، سارا سیلورمن برای نقش شرلی خواهر برنستاین انتخاب شد. در فوریهٔ ۲۰۲۳ اعلام شد که مایکل آوری در نقش جروم رابینز حضور دارد. در آوریل ۲۰۲۳ گزارش شد که میریام شر بخشی از گروه بازیگران خواهد بود.

### فیلم‌برداری
در ابتدا قرار بود فیلم‌برداری این فیلم در ۵ آوریل ۲۰۲۱ در لس آنجلس آغاز شود، اما در عوض فیلم‌برداری در مهٔ ۲۰۲۲ آغاز شد. مراحل تولید در محل تنگل‌وود بین ۲۱ و ۲۶ مه، و در شهر نیویورک انجام شد. همچنین فیلم‌برداری بین ۲۰ و ۲۲ اکتبر، بیش از سه روز در کلیسای جامع الی در انگلستان صورت گرفت.

## انتشار
مایسترو در ۲ سپتامبر ۲۰۲۳ در هشتادمین دورهٔ جشنوارهٔ فیلم ونیز نمایش داده شد و آن‌جا برای شیر طلایی در رقابت بود. این فیلم در ۲۲ نوامبر انتشار محدودی داشت و در ۲۰ دسامبر از طریق نتفلیکس منتشر شد.

## بازخورد منتقدان
در وبگاه جمع‌آوری نقد راتن تومیتوز، ٪۷۹ از ۲۹۴ بررسی منتقدان مثبت است و میانگینِ امتیاز آن ۷٫۴/۱۰ است. اجماع این وبگاه چنین می‌نویسد: «مایسترو با هدایت از سوی دو نقش‌آفرینی قدرتمند، نمای کلی شورانگیزی از زندگی و میراث یک استعداد فوق‌العاده است.» این فیلم در متاکریتیک که از میانگین وزنی استفاده می‌کند، بر اساس نظر ۶۱ منتقدین امتیاز ۷۷ از ۱۰۰ را کسب کرده که نشان‌گر «نقدهای عموماً مطلوب» است.
نیکلاس باربر در بی‌بی‌سی کالچر نوشت: «مایسترو آنچه که از سوی نخستین تجربهٔ کارگردانی کوپر، ستاره‌ای متولد شده‌است، مطرح شده بود را تصدیق می‌کند. او بلندپروازی‌های بسیاری دارد و اینکه از چیره‌دستی تخصصی و خلوص مهربانی برخوردار است تا آن بلندپروازی‌ها را با استعداد برآورده کند». این فیلم در مراسم گلدن گلوب نامزد چهار جایزه شد.
دماغ مصنوعی کوپر برای ایفای نقش برنستاین جنجال برانگیخت؛ به‌طوری که برخی آن را مصداق نمایش تصویر کلیشه‌ای یا غیر اصیل از یهودیان دانستند. هم فرزندان برنستاین و هم اتحادیه ضد افترا از کوپر دفاع کردند.